# Metoda linijskega transekta
Metoda linijskega transekta se v biologiji uporablja za razmeroma enostavno in učinkovito ugotavljanje relativne gostote in številčnosti organizmov na raziskovanem območju. Popisovalec se po območju zlagoma giblje po liniji določene dolžine, ki je po navadi vnaprej določena in vrisana v zemljevid. V pripravljeni obrazec sproti beleži vse osebke raziskovanih vrst organizmov, ki jih opazi na obeh straneh popisne linije.

## Popis v dveh pasovih
Za popise ptic se najpogosteje uporablja varianta metode, ko popisovalec osebke beleži v dveh pasovih, glede na pravokotno oddaljenost osebka od popisne linije: v notranjem pasu (ki je od popisne linjie oddaljen npr do 50 m na vsako stran) in v zunanjem pasu (za vse osebke, ki so od popisne linije oddaljeni več kot 50 m na vsako stran). Ta metoda se že desetletja na široko uporablja na Finskem in je bila poglobljeno raziskovana.
Formula za izračun gnezditvene gostote je naslednja:
{\displaystyle D={\frac {1000N({1-{\sqrt {1-{\frac {N_{np}}{N}}}}})}{LW}}\!\,}
pri čemer je D gnezditvena gostota [v parih na km2], N je število vseh registriranih parov na transektu, Nnp je število registriranih parov v notranjem pasu, L je dolžina transekta [v km] in W je polovična širina notranjega pasu, tj. od popisne linije do meje zunanjega pasu [v m].
Popis v dveh pasovih ima še eno dobro lastnost: iz zbranih podatkov je mogoče s poenostavljeno formulo ooceniti standardno napako izračunane gnezditvene gostote: 
{\displaystyle logSD=0,189+0,664logD-0,546logR\!\,}
pri čemer je SD standardna deviacija, D je gnezditvena gostota, R pa je število popisanih transektov.
Za osnovno predstavitev metode, ter njene prednosti in slabosti glej v Gregory et al. (2004), podrobneje pa je metoda predstavljena v Bibby et al. (1992).